# Johann Teufel
Johann Teufel (12. Dezember 1896 in Wien – 16. Juni 1943 ebenda) war ein österreichischer Tischlergehilfe und Widerstandskämpfer gegen den Nationalsozialismus.

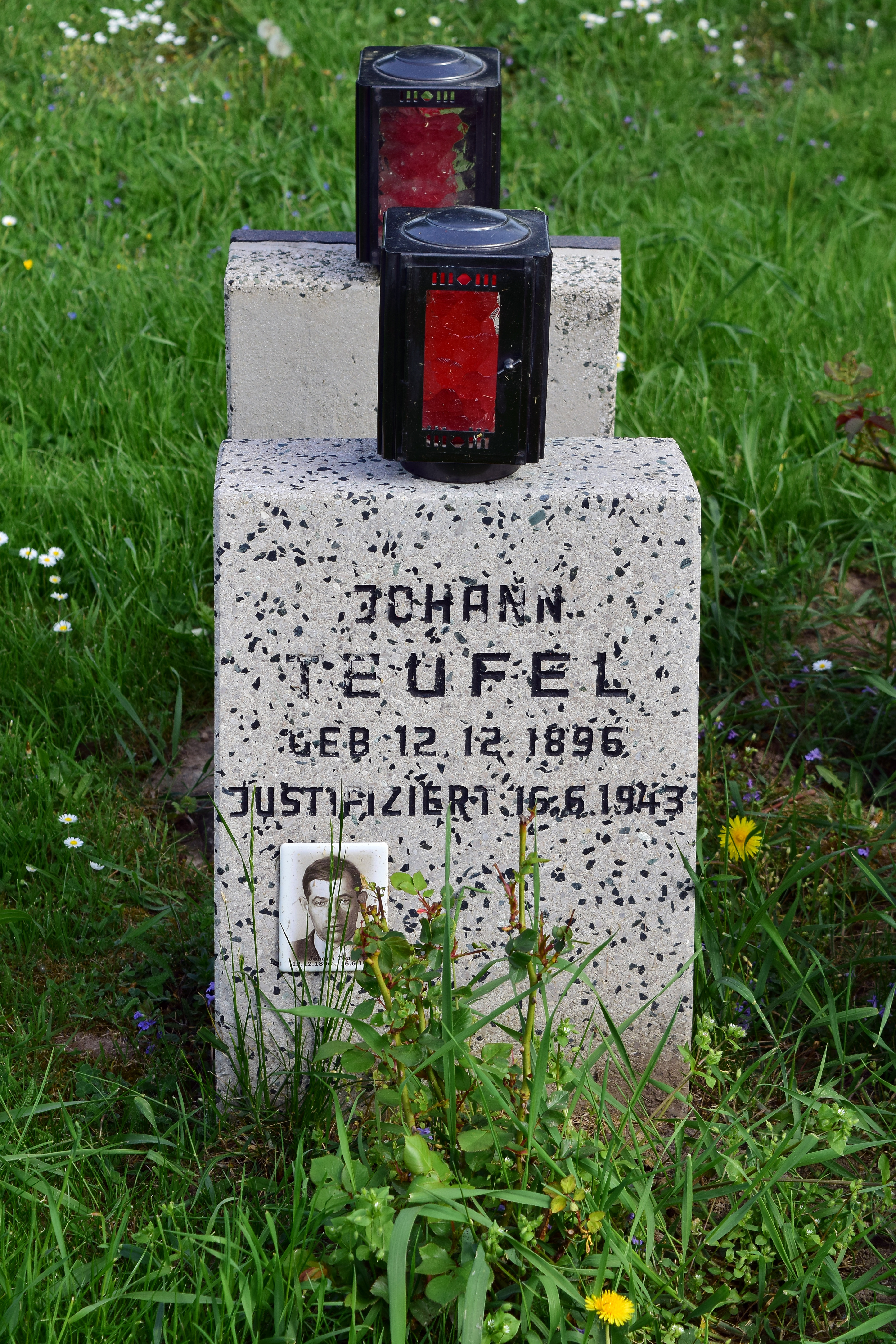
Grabstein auf dem Wiener Zentralfriedhof, Gruppe 40

## Leben und Hinrichtung
Teufel war Tischlergehilfe bei Steyr Daimler Puch und Mitglied der KPÖ.
Im September 1941 wurde er wegen seiner Betätigung für die KPÖ verhaftet und vom Volksgerichtshof wegen „Vorbereitung zum Hochverrat“ am 21. November 1942 zum Tode verurteilt.
Johann Teufel wurde am 16. Juni 1943 im Landesgericht Wien mit der Guillotine hingerichtet.

## Gedenken

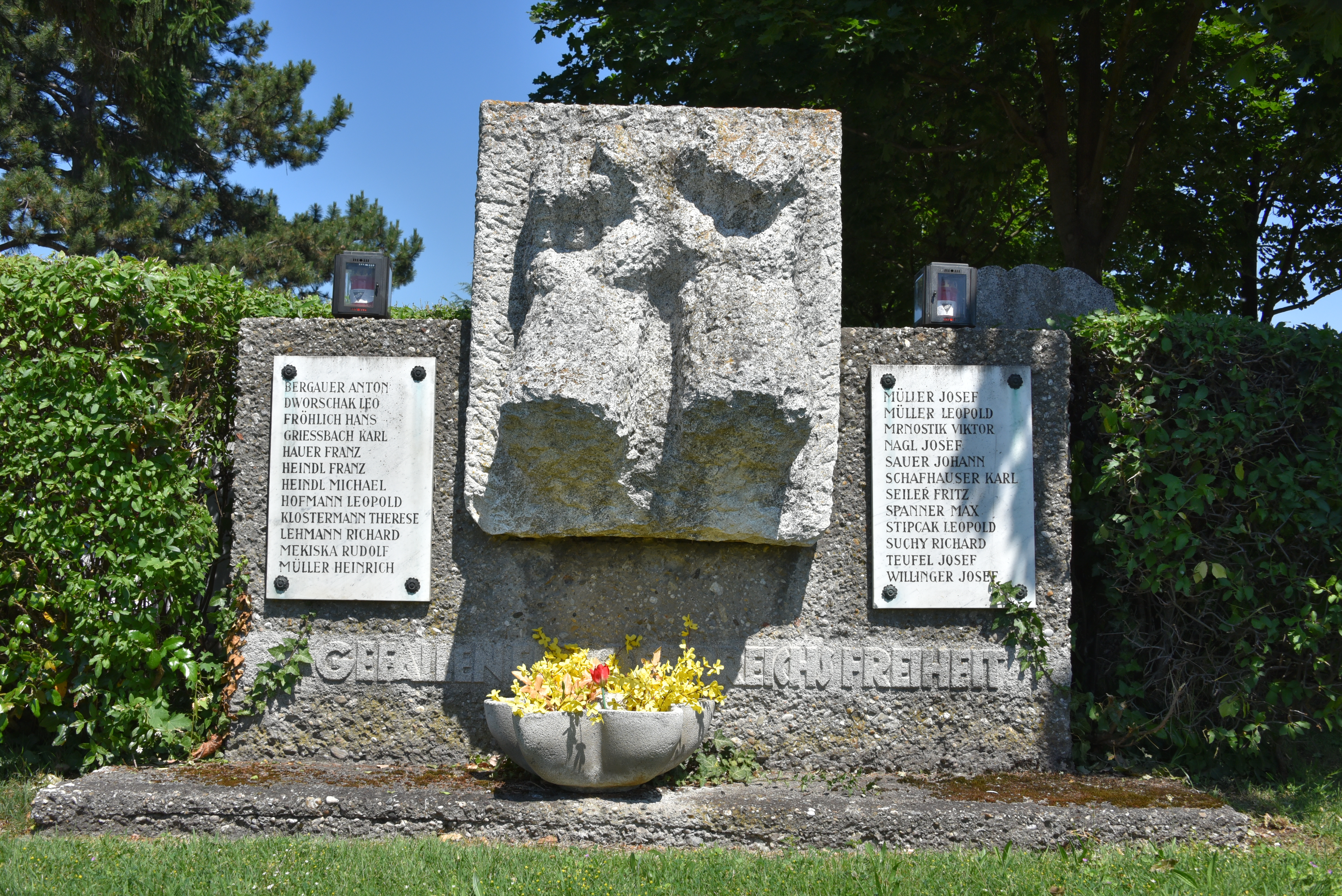
Freiheitskämpferdenkmal am Atzgersdorfer Friedhof, 1954

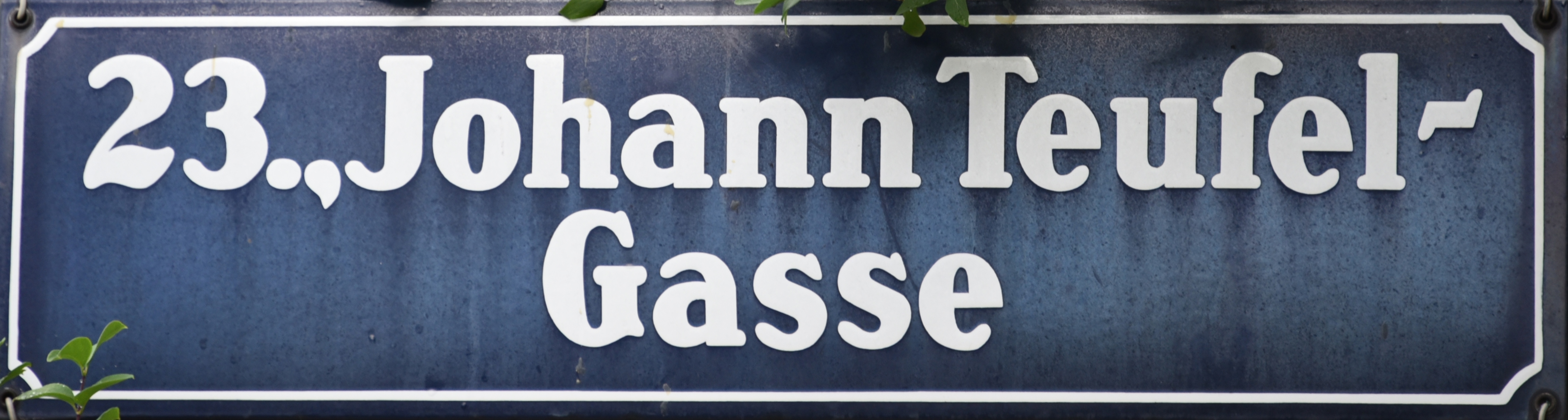
Straßenschild der Johann Teufel-Gasse in Wien

- 1956 wurde im Wiener Stadtteil Mauer die Johann-Teufel-Gasse nach ihm benannt.
- Am 1. November 1954 wurde auf dem Atzgersdorfer Friedhof das Freiheitskämpfer-Denkmal enthüllt, gestaltet vom Bildhauer Franz Pixner. Es erinnert an insgesamt 24 Widerstandskämpfer, die dem Austrofaschismus bzw. dem NS-Regime ihr Leben lassen mussten: Anton Bergauer, Leo Dworschak, Hans Fröhlich, Karl Griesbach, Franz Hauer, Franz und Michael Heindl, Leopold Hofmann, Therese Klostermann, Richard Lehmann, Rudolf Mekiska, Viktor Mrnustik, Heinrich Müller, Josef Müller, Leopold Müller, Josef Nagl, Johann Sauer, Karl Schafhauser, Fritz Seiler, Max Spanner, Leopold Stípčak, Richard Suchy, Johann Teufel und Josef Willinger. Allerdings wurde er auf diesem Denkmal irrtümlich als Josef Teufel aufgeführt.[1]
- Sein Name findet sich auch auf der Gedenktafel im ehemaligen Hinrichtungsraum des Wiener Landesgerichts und
- auf der Gedenktafel für die NS-Opfer unter der Arbeiterschaft der Steyr Daimler Puch AG in der Dieselgasse 5c in Wien-Favoriten.[2]